# Heiliger

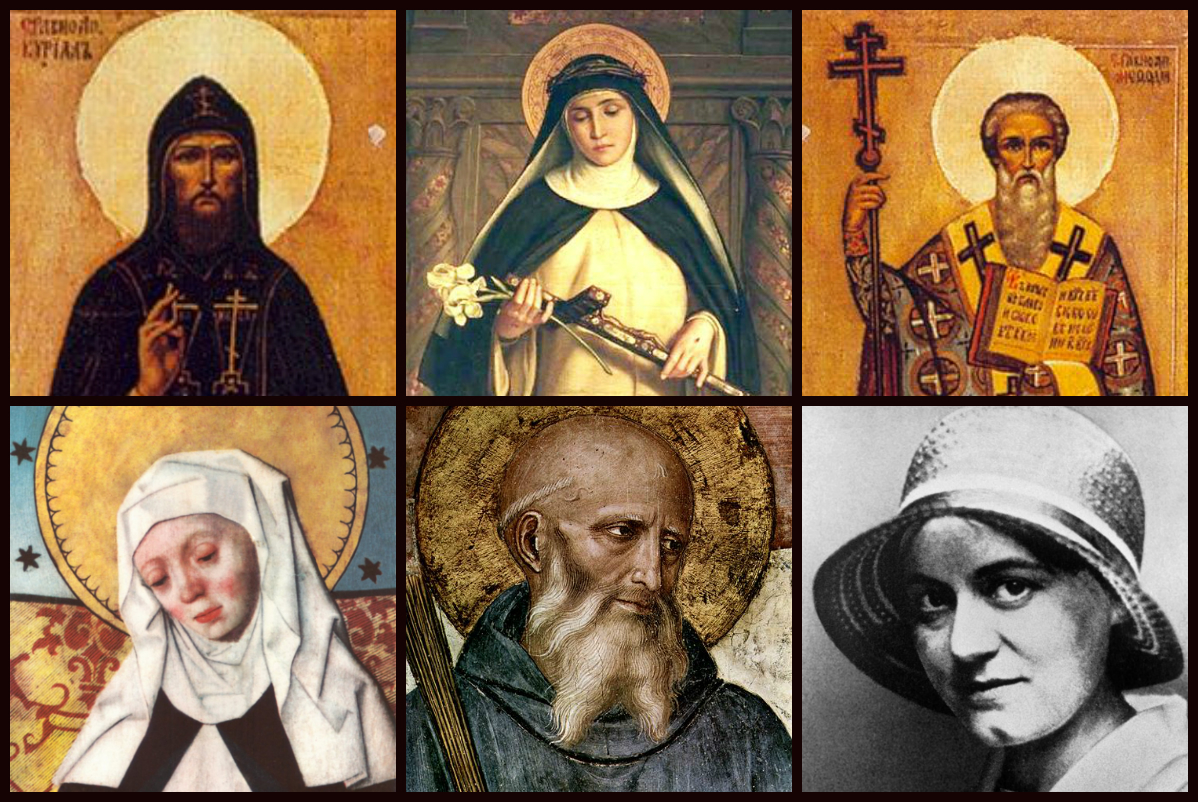
Die Heiligen Kyrill, Katharina von Siena, Methodius, Birgitta von Schweden, Benedikt von Nursia und Teresia Benedicta vom Kreuz. Diese Heiligen bezeichnet die katholische Kirche auch als Patrone Europas.

In religiösen Vorstellungen ist ein Heiliger ein Mensch, der einer Gottheit besonders nahestehend beziehungsweise als in religiöser und ethischer Hinsicht vorbildlich angesehen wird. Die Anerkennung von Heiligen kann religiösen oder politischen Autoritäten vorbehalten sein oder sich in der Akklamation und Verehrung durch das gläubige Volk vollziehen; eine wichtige Rolle kann dabei das Auftreten von als übernatürlich interpretierten Phänomenen (Wunder) im Zusammenhang mit den Heiligen spielen. Die darauf folgende – zumeist posthume – kultische Verehrung von Heiligen bezeichnet man als Heiligenverehrung.

## Religionswissenschaftliche Definition
Der Begriff des Heiligen ist religionswissenschaftlich nicht befriedigend definiert. Zum einen ist aufgrund der differierenden Anforderungen, die verschiedene Religionen an einen Heiligen stellen, keine für alle Religionen allgemeingültige Definition möglich. Zum anderen überschneidet sich der religiöse Typ des Heiligen mit mehreren anderen religiöser Autoritätstypen, und es ist bisher nicht gelungen, eine deutlich unterscheidende Charakteristik zu finden.

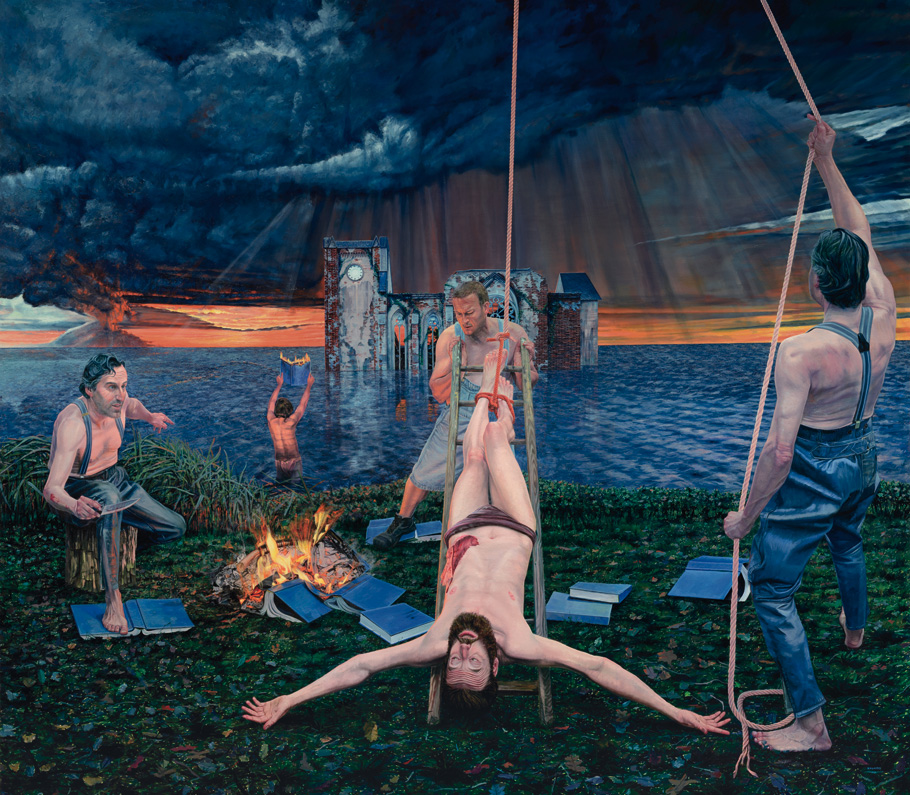
Aris Kalaizis: Das Martyrium des hl. Bartholomäus, 2014/2015

Die Grenzen der im Diskurs religiöser Autoritäten skizzierten Typen sind fließend und können sich in wichtigen Punkten überschneiden. Ein für alle Religionen allgemeingültiger Begriff ist nicht gegeben.
Typologische Gemeinsamkeiten dieser Art weist der Heilige besonders mit dem Märtyrer und dem Heros auf: Sein Grab oder der Aufbewahrungsort seiner Reliquien entwickelt sich zu einem kultischen Zentrum. Es ist das Ziel allgemeiner Verehrung, von Pilgerreisen und wird oft als Zentrum einer Nekropole genutzt. Allen drei Typen wird eine Funktion als Fürsprecher der Gläubigen gegenüber der göttlichen Autorität zugeschrieben.
Eine Verehrung ist oft wie beim Heros bereits zu Lebzeiten gegeben, kann aber wie beim Märtyrer auch nach dem Tod erfolgen. Ein Unterschied zum Typen des Märtyrers liegt darin, dass er die religiöse Vollkommenheit nicht durch seinen Lebenswandel, sondern durch die Art seines Sterbens erlangte. Beim Heiligen erweist sich die Vollkommenheit ohne ein solches Martyrium durch sein voraufgegangenes Leben. Im Gegensatz zum Heros fehlt ihm die göttliche oder halbgöttliche Abstammung.
Der Heilige kann zwar Kleriker sein oder dem „gottgeweihten Stand“ (Vita consecrata) angehören, muss es aber nicht. Weiterhin kann der Heilige das Charisma des Religionsstifters oder Reformators besitzen, im Gegensatz zu ihnen ist aber sein Ziel nicht Verkündigung einer (Glaubens-)Lehre und anschließende Bildung einer Gläubigenschar, sondern das Hervortreten durch sein religiös vorbildliches Leben.
Vom mythischen Heilsbringer schließlich unterscheidet ihn sein Wirken in der real überlieferten, wenn auch oft in der Tradierung unzuverlässigen Geschichte und dem fehlenden Erlösungsaspekt seines Lebens.
Die Deklaration und Verehrung von Heiligen erfüllt ein urreligiöses Bedürfnis der Menschen nach Vorbildern in ihrem Glauben und gleichzeitige Bestätigung desselben. Die als vorbildlich anerkannten Mitglieder der Glaubensgemeinschaft verlassen zwar die diesseitige – menschliche – Gemeinschaft. Sie bieten jedoch die Möglichkeit, den Kontakt zwischen Diesseits und Jenseits zu halten, denn obwohl sie in die jeweilige göttliche Herrlichkeit aufgenommen worden sind, bleiben sie über ihr Grab, ihre Reliquien und ihre Verehrung im Diesseits präsent und bilden so eine Verbindung zu der von den noch lebenden Gläubigen selbst angestrebten Erlösung. Über die ihnen während oder nach ihrem Leben zugeschriebenen Wundertaten geben sie den Gläubigen eine positive Antwort auf die Frage nach der Sinn- und Wahrhaftigkeit der jeweiligen Religion.

## Nach Religion

### Christentum
Die christliche Theologie ist geprägt von einem Doppelkonzept von Heiligkeit: Das Heilige schlechthin ist Gott selbst, jedoch nicht im Sinne einer transzendenten Statik, also eines Zustandes in göttlichen Sphären ohne Auswirkung auf das Diesseits. Vielmehr wird Gottes Heiligkeit als immanente Dynamik verstanden, die alle irdischen Dinge für sich aussondern kann und damit Grund ihrer Heiligkeit ist. Im Neuen Testament wird diese Sicht modifiziert. Nun ist es Jesus Christus, der in seiner einzigartigen Beziehung zum Vater durch seinen Tod und seine Auferstehung Heiligkeit in denen bewirkt, die ihm nachfolgen.
Christliche Heiligkeit tritt in zwei Komponenten auf. Einerseits erwählt sich Gott sowohl im Alten als auch im Neuen Testament ein „heiliges Volk“: das Volk Israel und das so bezeichnete „neue heilige Volk“ der Kirche. Andererseits tritt immer das Konzept der individuellen Heiligkeit einer Einzelperson auf. Die individuelle Heiligkeit ist dabei aber stets nur Manifestation einer Heiligkeit als Glied der Kirche, die in ihrer Gesamtheit ja die „Gemeinschaft der Heiligen“ (communio sanctorum) darstellt. Im Katechismus der Katholischen Kirche heißt es dazu: „Wenn die Kirche gewisse Gläubige heiligspricht, das heißt feierlich erklärt, daß diese die Tugenden heldenhaft geübt und in Treue zur Gnade Gottes gelebt haben, anerkennt die Kirche die Macht des Geistes der Heiligkeit, der in ihr ist. Sie stärkt die Hoffnung der Gläubigen, indem sie ihnen die Heiligen als Vorbilder und Fürsprecher gibt.“

#### Antike und Mittelalter

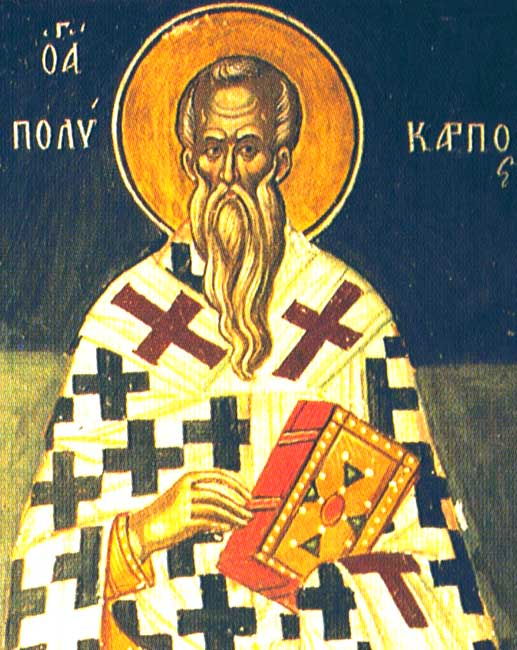
Polykarp von Smyrna, einer der ersten Heiligen, der als Märtyrer verehrt wurde

Die frühchristliche Heiligenverehrung schloss sich an die aus dem jüdischen Glauben bekannten Formen an. Dort waren seit langem der Hohepriester als Übermittler des Aaronitischen Segens sowie das Martyrium bekannt.
Die hohepriesterliche Mittlerfunktion wurde ganz auf Christus übertragen und erst nach der theologischen Klarstellung früher Väter der Kirche, dass die Verehrung anderer Menschen, die Christus nachgefolgt waren, die Einzigartigkeit der Mittlerfunktion Christi nicht beeinträchtige, begann die Urkirche, Märtyrer und die Apostel anzurufen.
Der erste Beleg einer Märtyrerverehrung ist der um 160 geschriebene Bericht über Polykarp von Smyrna, in der westlichen Kirche breitete sich die Märtyrerverehrung wahrscheinlich während der Verfolgungen im 3. Jahrhundert aus und verband sich unter dem Einfluss Tertullians zu einer Verehrung der Märtyrer als Heilige. Anfänglich war diese Verehrung auf den Todestag und die Grabstätte des Märtyrers beschränkt, mit dem Aufkommen der Reliquienverehrung vervielfachten sich aber die räumlichen und zeitlichen Möglichkeiten der Verehrung. Der erste greifbare Beleg des Verständnisses der Heiligen als Fürsprecher bei Gott findet sich in einem Graffito an der römischen Kirche San Sebastiano aus dem Jahr 260.
Mit dem Wandel des Christentums zur Staatsreligion des Römischen Reiches weitete sich der Heiligenbegriff, da nach dem Ende der Verfolgungen das Martyrium nun nicht mehr höchstes Zeugnis eines christlichen Lebens sein konnte. Nach und nach wurden – unter dem bestimmenden Einfluss Clemens’ von Alexandria – sogenannte „Bekenner“ (confessores), die zwar verfolgt worden, aber dem Martyrium entgangen waren, und Menschen mit einem „engelgleichen Leben“, deren radikal asketisch-jungfräuliches Leben als ständiger Kampf gegen die Verführungen des Satans verstanden wurde, in den Kreis der verehrungswürdigen „Heiligen“ aufgenommen.

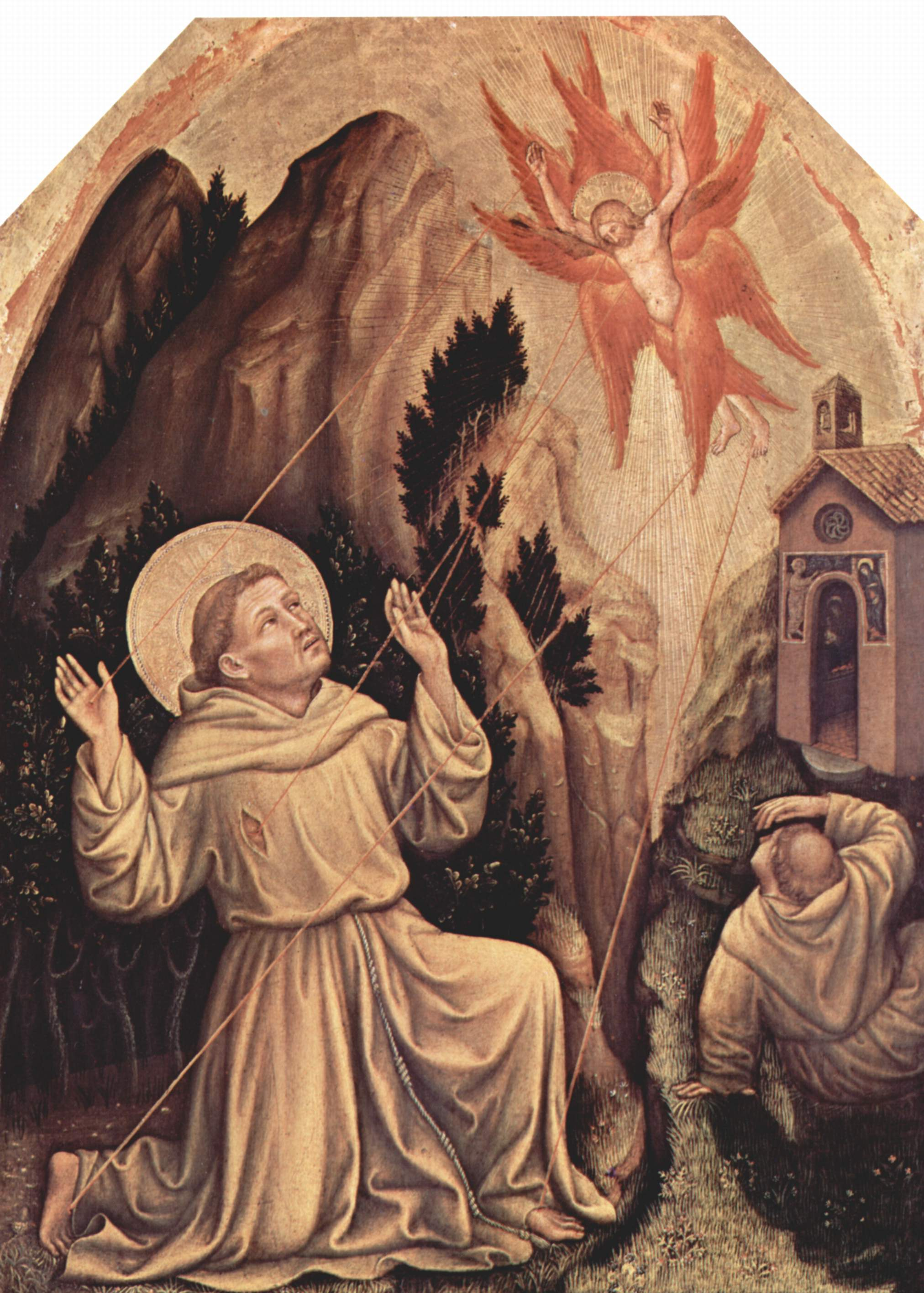
Der hl. Franz von Assisi, Ordensmann und Bekenner

Seit dem Frühmittelalter wurden zunehmend entweder große Lichtgestalten der Christenheit (Kirchenlehrer, Könige, sog. „Ritter- und Soldatenheilige“) oder Menschen, die ein Alternativkonzept zum alltäglichen christlichen Leben boten (Franziskus, Benedikt), vom Volk regional als Heilige verehrt. Bei den „Adelsheiligen“, also Herrschern, Bischöfen oder Ordensgründern, ging die Initiative der Verehrung in den meisten Fällen von deren Nachfolgern im Amt oder Mitgliedern ihrer Dynastie aus, die dadurch auch sich selbst eine stärkere Legitimität zu verschaffen hofften. Die kirchliche Anerkennung folgte im Allgemeinen erst später. Um von offizieller Seite Beliebigkeit und Ausufern der Heiligenkulte zu verhindern, bemühten sich die Päpste, das alleinige Recht zur Heiligsprechung und damit die Kontrolle der Heiligenverehrung zu erlangen, zumal diese aufgrund ihrer Bedeutung für die Beglaubigung politischer und dynastischer Legitimität und nicht zuletzt auch aufgrund ihrer wirtschaftlichen Bedeutung für die Kult- und Wallfahrtsorte einen gewichtigen machtpolitischen Faktor darstellte. Im Jahr 993 fand die erste päpstliche Heiligsprechung (Ulrich von Augsburg) statt, im Verlauf des 11. und 12. Jahrhunderts konnten sich die Päpste schließlich gegen die konkurrierenden Instanzen der Konzilien und Ortsbischöfe durchsetzen. Alexander III. dekretierte im Jahr 1171 die alleinige Zuständigkeit des Papstes für Heiligsprechungen. Aber allgemein verbindlich wurde diese Alleinzuständigkeit erst durch den Liber Extra von 1234, einen Nachtrag zum Decretum Gratiani. Im Mittelalter handhabte die römische Kurie die Heiligsprechung zurückhaltend und kanonisierte nur 79 Personen, während die Volksfrömmigkeit auch ohne päpstliche Beteiligung zur selben Zeit Hunderte neuer Heiliger hervorbrachte.

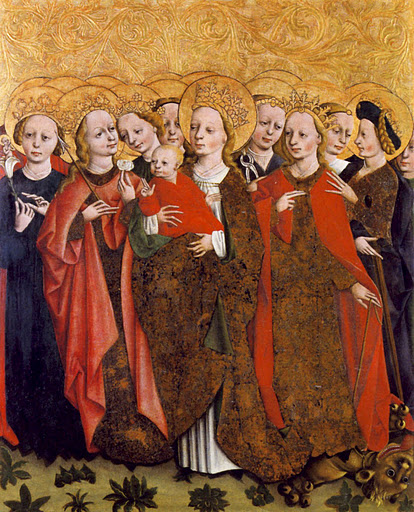
Chor der hl. Jungfrauen

Die christliche Theologie unterscheidet gemäß der sachlichen und terminologischen Klärung des Zweiten Konzils von Nicäa im Jahre 787 die Anbetung (griech. λατρεια, lat. adoratio), die allein Gott vorbehalten ist, von der Verehrung (griech. δουλεια, lat. veneratio), die den Heiligen und ihren Reliquien zukommt. Die sogenannte Dulia ist grundsätzlich von der Latrie, der Anbetung, zu unterscheiden. Innerhalb der Dulia, der Verehrung, wird noch die Hyperdulia („Hochverehrung“) unterschieden, die ausschließlich der Jungfrau Maria zukommt.
Bereits Ambrosius von Mailand hatte im 4. Jahrhundert den römischen Begriff des „patronus“ für die Heiligen verwendet, der die Schutzfunktion des Patrons im Klientelwesen der römischen Gesellschaft beinhaltete. Der im Hochmittelalter zur vollen Ausbildung gelangte Gedanke, sich für Nationen und Diözesen, Kirchen und Städte (Stadtpatron), später gar Stände und Berufe eigene Schutzpatrone zu erwählen, unter deren Schutz und Hilfe man sich stellen wollte, machen das transformierte Verständnis der „Heiligen“ deutlich. Reliquienanhäufung und Drang nach Wundern waren die theologisch unerwünschten Folgen. Das Vierte Laterankonzil verurteilte zwar, „dass die Gläubigen mit phantastischen Geschichten oder gefälschten Dokumenten getäuscht werden, wie es an sehr vielen Orten aus Gewinnsucht zu geschehen pflegt.“ Aber es konnte die Entwicklung in der Praxis nicht aufhalten. Der Charakter der Heiligen als Vorbilder im christlichen Leben (Imitatio Christi) trat zugunsten der zugeschriebenen Funktionen als Helfer zurück. Die Gläubigen wählten sich zur Fürbitte gezielt Heilige (häufig als Krankheitspatrone) aus, denen man bestimmte Attribute zuschrieb. Blasius wird beispielsweise gegen Halskrankheiten angerufen, Sebastian gegen die Pest. Auch die Entwicklung des Kultes der vierzehn Nothelfer fällt in diesen Zusammenhang.

#### Neuzeit
Erst die Reformation brachte deutliche Kritik an der herrschenden Situation vor. Eine Rolle der Heiligen als direkte Mittler des Erbetenen wurde mit Verweis auf die Bibel strikt abgelehnt und die Einzigartigkeit der Heilsmittlerschaft Christi wieder in den Vordergrund gerückt. Nach der theologischen Festigung des Luthertums wurde in der Pflege des Gedächtnisses verschiedener altkirchlicher Heiliger keine Gefahr mehr gesehen. Das Heiligengedächtnis wurde in der Confessio Augustana XXI als Moment der persönlichen Stärkung im Glauben befürwortet und anerkannt. Zu den anerkannten „alten“ Heiligen traten zusätzlich Vorreformatoren wie Jan Hus und dann auch Akteure der Reformation – insbesondere Luther selbst – hinzu, so dass verschiedene Theologen Züge einer „Lutherverehrung“ zu erkennen glauben, die sich u. a. in den Lutherbildern in protestantischen Gottesdiensträumen manifestiere.

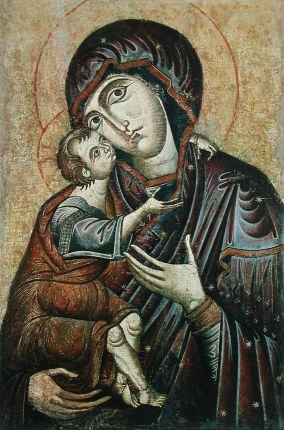
Ikonendarstellung der hl. Jungfrau Maria

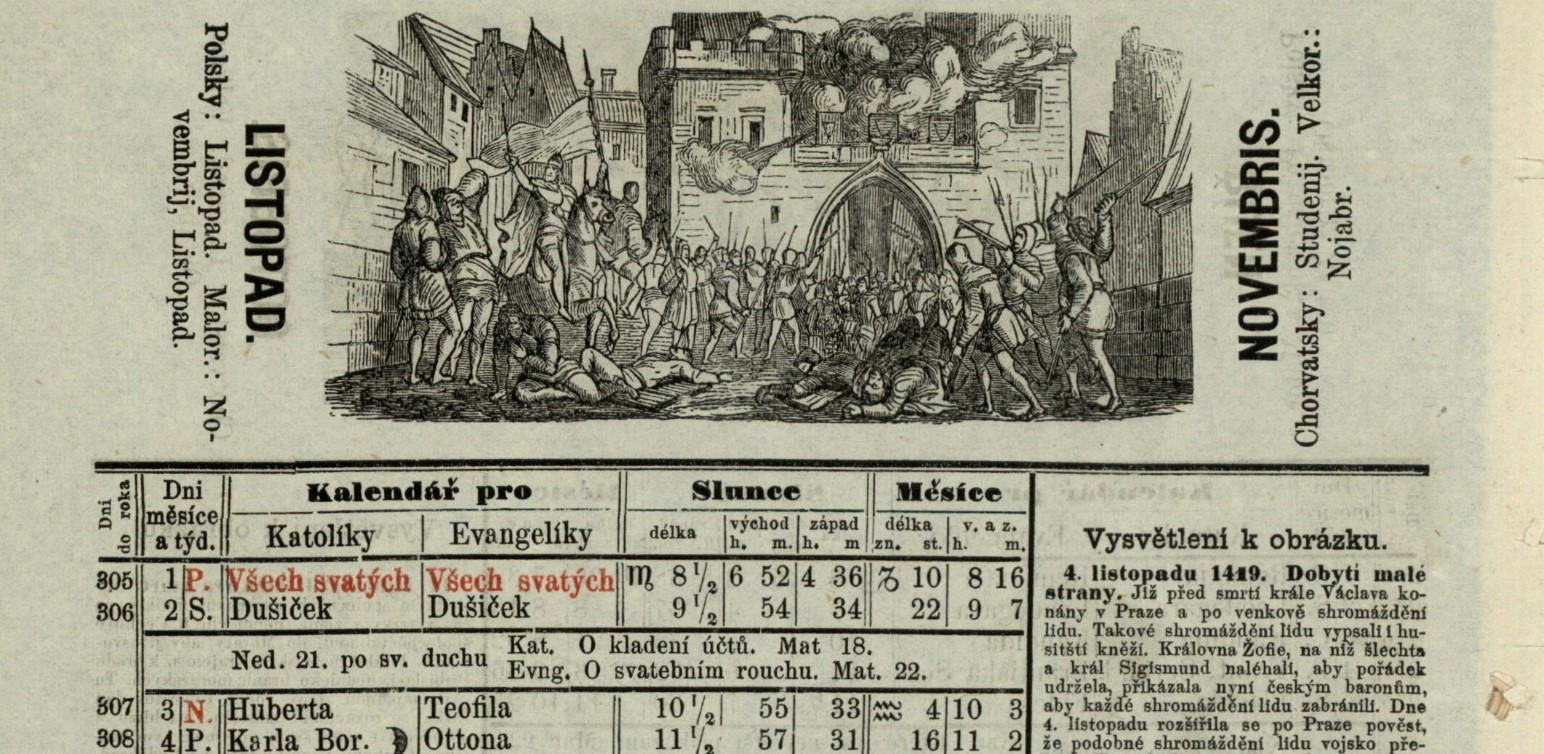
Der Monat November im tschechischen Kalender für 1867 (Detail). Der Kalender der Heiligen ist nicht nur für Katholiken, sondern auch für Protestanten angegeben.

Im Gegensatz zu den lutherisch geprägten Protestanten lehnten die Reformierten die Heiligenverehrung insgesamt ab. Ulrich Zwingli und Johannes Calvin sahen in Wallfahrten und Reliquienverehrung ein Werk des Satans und betonten die Gültigkeit des alttestamentlichen Bilderverbots, gegen das die Heiligenverehrung verstoße.
Das Konzil von Trient legte im Jahr 1563 die römisch-katholische Dogmatik in der Frage der Heiligenverehrung genauer fest: Da die Heiligen im Himmel mit Christus herrschten, sei es „gut und nützlich“, sie demütig um Beistand anzurufen, um von Gott durch den alleinigen Erlöser und Heiland Jesus Christus Wohltaten zu erlangen (DH 1821). Ziel der Heiligenverehrung ist damit Gott. Das Zweite Vatikanische Konzil bestätigte diese Lehre und verwies nochmals darauf, dass die Fürbitte der Heiligen bei Gott nicht „heilskonstitutiv“ wie die hohepriesterliche Mittlerfunktion Christi sei (LG 48–69). Die apostolische Konstitution Lumen gentium führt aus, dass die Heiligen „zwar Schicksalsgenossen unserer Menschlichkeit“ seien, dennoch aber „vollkommener dem Bilde Christi gleichgestaltet“ würden. „Wie die christliche Gemeinschaft unter den Erdenpilgern uns näher zu Christus bringt, so verbindet auch die Gemeinschaft mit den Heiligen uns mit Christus, von dem als Quelle und Haupt jegliche Gnade und das Leben des Gottesvolkes selbst ausgehen.“ (LG 50).
Das Direktorium über die Volksfrömmigkeit und Liturgie hält fest, die Heiligenfeste verkündigten Christus „in seinen Knechten“, indem sie als Feste der Glieder des Leibes Christi dessen Haupt, Christus selbst, verherrlichten.
In den Ostkirchen ist die Verehrung von Heiligen ein selbstverständlicher Bestandteil des geistigen Lebens. Seit dem 4. Jahrhundert ist die Darstellungen von Heiligen in Ikonen belegt. Die Verehrung äußert sich bis heute im Malen und Verehren von Ikonen, dem Verfassen und Lesen von Heiligenviten sowie der wieder verstärkt auftretenden Kanonisation. Wie in der katholischen Kirche auch werden die Gräber und Reliquien besucht und verehrt, Menschen, Kirchen und Orte nach ihnen benannt und ihr Gedenktag im Kirchenjahr liturgisch gefeiert. Die Wallfahrt des Pilgers zum Heiligengrab und zuletzt das Sehen, Berühren und Küssen der Reliquie oder der Ikone ist in den Ostkirchen präsenter als im Westen und dient dazu, an der besonderen Gottesnähe des Heiligen selbst teilzuhaben.
Die altkatholische Kirche betrachtet die Verehrung von Heiligen als sinnvoll, unabhängig davon, wie einzelne als Heilige anerkannt und zur Verehrung empfohlen werden. Dabei bleibe allerdings wichtig, dass sich die Heiligenverehrung deutlich von der Form der Anbetung und des Kultes unterscheide, die allein Gottvater, Jesus Christus und dem Heiligen Geist zustehe. Im alt-katholischen Gottesdienst und Gebetsleben wird daher in der Regel nur Gott direkt angeredet. Von den Heiligen wird lediglich erwähnt, dass die Gläubigen in Gemeinschaft mit ihnen stehen, und sie werden als Vorbilder im Glauben vorgestellt. Verehrt werden dabei vor allem Heilige der ungeteilten Kirche des ersten Jahrtausends sowie aus der späteren Zeit Christen, die als besondere Vor- und Leitbilder ökumenische Anerkennung erreicht haben, wie beispielsweise Franz von Assisi, Teresa von Avila, Dietrich Bonhoeffer, Martin Luther King, Edith Stein oder Oscar Romero.
Seit etwa den 1960er-Jahren verlieren kanonisierte Heilige in Teilen einer säkularisierten („westlichen“) Welt an Bedeutung, historische Legenden und mythische Berichte werden zurückgedrängt zugunsten zeitgeschichtlicher Erfahrungen vorbildhafter Menschen (Gandhi, Mutter Teresa, Martin Luther King), die als Vorbilder für Altruismus und Humanität dienen. Die Verehrung dieser neuen Vorbilder ist nicht an Konfessionen oder Religionen gebunden und spiegelt das Aufkommen von Idolen in der Jugendkultur wider. Andererseits nahmen die Selig- und Heiligsprechungsverfahren der römisch-katholischen Kirche seit dem Pontifikat Papst Johannes Pauls II. einen deutlichen Aufschwung, zu dessen weltweiter Rezeption die mediale Übertragung der Gottesdienstfeiern beitrug: Von den seit der Konstitution Immensa aeterna aus dem Jahr 1588 insgesamt 839 heiliggesprochenen Personen wurden 482 durch Johannes Paul II. kanonisiert.
Die römisch-katholische Theologin Doris Reisinger verlangte 2022 „eine wachsende Menge an Laien beiderlei Geschlechts, denen die Kirche bestätigt, ein heiliges Leben geführt zu haben“, und zwar ohne Keuschheitsgelübde und Martyrium. Unter den Heiligsprechungen der letzten 122 Jahre sei einer Untersuchung zufolge der „typische Heilige“ in der römisch-katholischen Kirche „ein weißer europäischer Priester“, während die afrikanische Mutter, der asiatische Familienvater, die lateinamerikanische Ärztin und der australische Arbeiter fehlten; weibliche Wege zur Heiligkeit seien sexuelle Gewalt und Tod durch einen Vergewaltiger.
Papst Franziskus regte im November 2024 einen „Gedenktag für Alltagsheilige“ an, der ab 2025 jeweils am 9. November begangen werden soll. An diesem Tag solle an „Nebenan-Heilige“, lokal bedeutsame Persönlichkeiten, erinnert werden, die Vorbilder für Christen vor Ort seien; er denke an treue Eheleute, Männer und Frauen, die in verschiedenen Berufen ihre Familien unterstützen, junge Menschen, die Jesus mit Begeisterung folgen, Priester, Ordensfrauen und -männer, die durch ihr Leben im Glauben ein Vorbild seien. Auch dürfe man die Armen, Kranken und Leidenden nicht vergessen, die in ihrer Schwäche bei Gott Halt finden.

#### Volksheilige
Als Volksheilige werden unter den Heiligen und Seligen vor allem der römisch-katholischen Kirche jene bezeichnet, die im Volk besonders hohe Verehrung und Beliebtheit genießen. Häufig sind die Feste dieser Heiligen mit besonderem Brauchtum verbunden, wie etwa der Gedenktag der heiligen Barbara mit dem Schneiden von Barbarazweigen oder dem „Bärbeletreiben“, der des heiligen Nikolaus mit dem Beschenken der Kinder, des heiligen Martin mit dem Martinszug und dem Martinisingen, der hl. Lucia vor allem in Schweden mit dem Luciafest, einer Lichtfeier. Zum Luciafest wie auch zum Gedenktag der hl. Agatha werden auch Gebildbrote gebacken. Leben und Wirken vieler Volksheiliger wurden im Laufe der Zeit in Form von Legenden ausgeschmückt.
Bei der Betrachtung, wer jeweils zu den Volksheiligen zählt, kann es neben zeitlichen auch regionale Unterschiede geben. So gilt etwa in Frankreich auch Johanna von Orleans als Volksheilige, in den spanischsprachigen Ländern wird Teresa von Avila besonders verehrt, in Schweden zählt neben der hl. Lucia auch die hl. Birgitta zu den Volksheiligen. Im englischsprachigen Raum und im Rheinland ist Judas Thaddäus als Schutzpatron in aussichtslos erscheinenden Anliegen bekannt. Die vielen Kirchen mit dem Patrozinium der heiligen Margaretha oder Katharina, frommen Bruderschaften oder Zünfte im europäischen Raum gehen auf die hohe Verehrung zurück, die diese Heiligen im Volk genossen.
Zu den Volksheiligen zählen neben anderen die Gottesmutter Maria und deren Mutter Anna, die heiligen Josef und Franziskus, die hll. Antonius der Einsiedler, Jodokus und Antonius von Padua, die vierzehn Nothelfer, die hl. Cäcilia, der hl. Sebastian, der hl. Blasius, dessen Gedenktag mit der Spendung des Blasiussegens verbunden ist, in neuerer Zeit auch Therese von Lisieux, Konrad von Parzham und, vor allem im italienischen Raum, Pio von Pietrelcina. Legendarisch ist die „heilige Kümmernis“, die auch Wilgefortis genannt wurde.

#### Verehrung christlicher Heiliger außerhalb des Christentums
Im haitianischen Voodoo werden vereinzelt christliche Heilige wie Maria, Simon Petrus, Jakobus der Ältere, Philomena von Rom, Patrick von Irland und Ulrich von Augsburg in Gestalt von Voodoo-Geistwesen verehrt; hierbei handelt es sich um einen Fall von Synkretismus.
Die kubanische Santería setzt zahlreiche Orisha (gute Geister) in analoger Weise mit christlichen Heiligen gleich, wovon deutlich mehr Heilige als im Voodoo betroffen sind und die Gleichsetzung den Kern der Religion bildet.

### Judentum

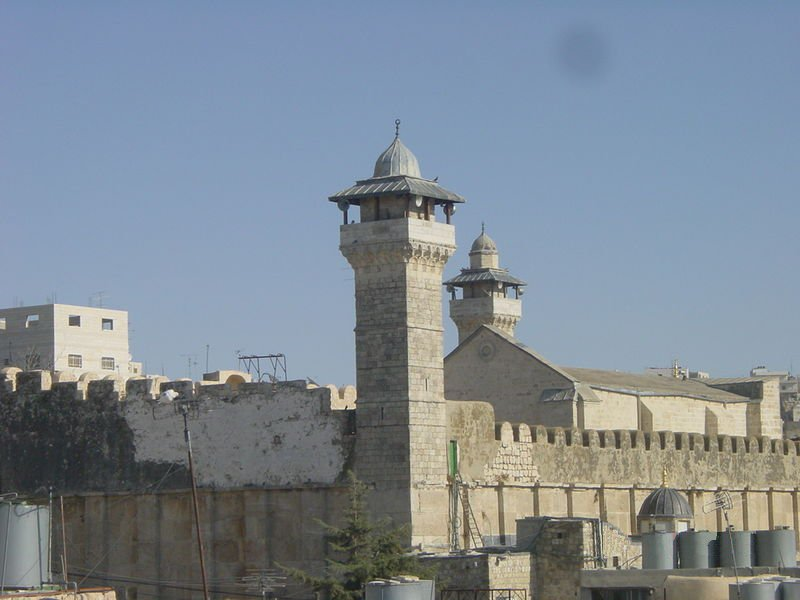
Das Grab der Erzväter in Hebron beherbergt sowohl eine Synagoge als auch eine Moschee.

Im Judentum allgemein ist „קדוש“ („kadosch“, hebräisch: heilig) ein Wort, das zunächst abgesondert bedeutet und damit im Gegenteil zu profan (im Sinne von weltlich, normal, alltäglich) steht.
Im orthodoxen Judentum wird auf eine persönliche Heiligkeit nur äußerst zurückhaltend eingegangen. Als heilig im jüdischen Sinne gelten hauptsächlich jüdische Gemeinden. In der religiösen Praxis bildete sich aber de facto trotzdem bereits in alttestamentlicher Zeit die Heiligenverehrung heraus, was sich an der Existenz vieler Heiligengräber festmachen lässt.
Einer gewissen Verehrung der Propheten (besonders Mose) wurde auch von offizieller Seite kein Widerstand entgegengebracht, seit der Zeit des makkabäischen Widerstandskampfes gewann auch das Märtyrertum an Bedeutung. Seit der Spätantike entwickelte sich in der Volksfrömmigkeit ein regelrechter Gräberkult um Grabstätten besonders frommer Juden, oft werden sogar Synagogen über oder in der Nähe eines Grabes erbaut. Besonders stark trat der Typ des Heiligen im osteuropäischen Chassidismus auf, der im „Zaddik“ einen Heilsbringer mit einer besonders engen Gottesbeziehung und einer Mittlerqualität von Gottes Gnade für die Menschen verehrte.
Auch im heutigen Judentum spielen Heiligengräber als Wallfahrtsziele eine Rolle. Prominente Beispiele hierfür sind die Gräber der Erzväter in Hebron, das Davidsgrab in Jerusalem, das Grab des kabbalistischen Rabbiners Schimon ben Jochai in Meron oder des Chabad-Führers Menachem Mendel Schneerson.
Die alttestamentlichen Patriarchen und Propheten wurden auch in die Reihe der christlichen und islamischen Heiligen aufgenommen.

### Islam

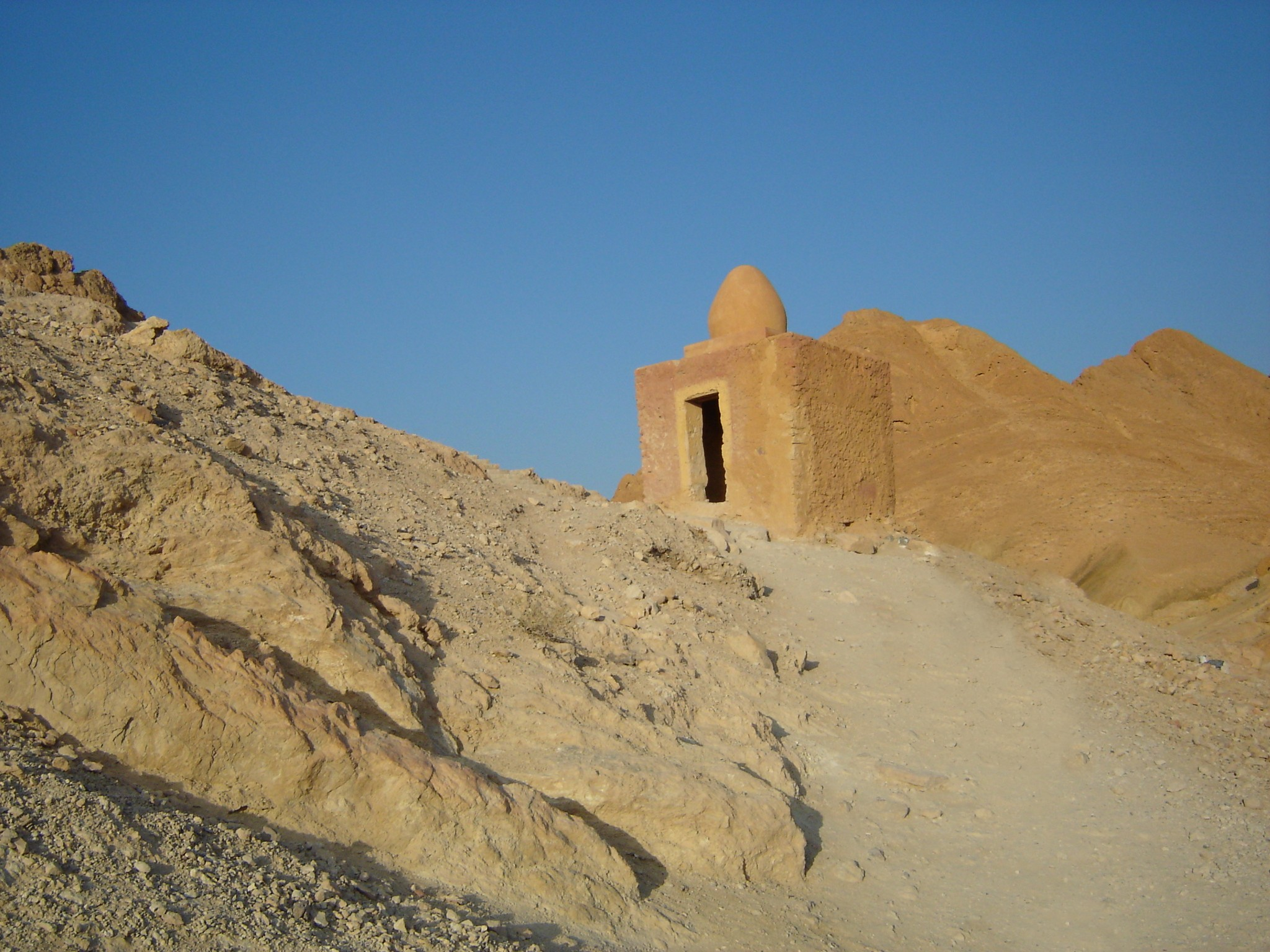
Verehrungsstätte (mašhad) eines Marabout, die selten vom tatsächlichen Grab (turba) unterschieden wird. Das Kuppelgebäude heißt qubba (nahe der tunesischen Oase Chebika).

Im Islam hat sich eine Verehrung Heiliger, die dem christlichen Verständnis eines Heiligen nahekommt, bereits früh herausgebildet. Schon bald nach ihrem Tod wurden etwa in der schiitischen Richtung ʿAlī ibn Abī Tālib, der Schwiegersohn Mohammeds, und seine Söhne Hasan ibn Ali und Husain ibn Ali als Heilige verehrt. Auch bei den Sunniten treten solche Heilige auf, unter anderem al-Chidr (al-Ḫiḍr, „der grüne Mann“). Seine enge Beziehung zum Propheten Elija kommt im türkischen Frühlingsfest Hıdrellez zum Ausdruck; von orientalischen Christen wird al-Chidr mit dem heiligen Georg identifiziert.
Viele Heilige wurden als „Freunde Gottes“ (auliyāʾ Allāh) bezeichnet. Hierbei handelt es sich um einen Begriff, der schon im Koran (Sure 10:62) vorkommt. Auch wenn der „Freund Gottes“ ein durchgehend gehorsames und gottgefälliges Leben geführt hat, rückt er nicht durch eigene Leistung, sondern vielmehr erst durch Allahs Wirken in eine Nähe zu jenem. Es gibt kein offizielles Heiligsprechungsverfahren, und die Verehrung einer Person als Heiligem ergibt sich aus dem Konsens der Gläubigen. Daher kann nicht nur Menschen aus der Zeit nach Mohammed, sondern auch Propheten und Patriarchen aus der Zeit zuvor die Heiligkeit zugesprochen werden.
Das Bild des Heiligen im Islam ist davon geprägt, dass Heilige Fürsprecher und Mittler zwischen den Gläubigen und dem verborgenen Allah sind, Wunder wirken können und als Wächter des Glaubens gelten. Viele Gräber von islamischen Heiligen sind bis heute Ziel von Ziyāra-Wallfahrten. Andere Orte werden besucht, weil sie in irgendeiner anderen Beziehung zum betreffenden Heiligen stehen. Die Wallfahrtsorte werden von den Pilgern als Kraftquelle gesehen, da die spirituelle Energie (Baraka) eines Heiligen nach muslimischer Auffassung auch über den irdischen Tod hinaus wirkt, teilweise sogar für stärker gehalten wird als zu Lebzeiten. Der Heilige erhält seine Baraka über eine spirituelle Kette (Silsila), die ihn mit der Familie des Propheten verbindet.
Die spätere islamische Heiligenverehrung bezieht sich meist auf bekannte Mystiker (Sufis). Häufig wirkten diese auch als Oberhaupt (Scheich) eines Sufiordens (Tariqa), wie sie verstärkt ab dem 12. und 13. Jahrhundert entstanden. Zu jener Zeit, die als eine erste Blütezeit des Sufismus gilt, fanden die islamischen Mystiker eine große Resonanz auch in der breiten Bevölkerung, wodurch sich noch heute die starke auf diese Personen bezogene Verehrung erklären lässt. Einer der international bekanntesten Heiligen ist ʿAbd al-Qādir al-Dschīlānī, dessen Grab in Bagdad Pilger aus der ganzen islamischen Welt angezogen hat. Träume von ʿAbd al-Qādir al-Dschīlānī spielen auch eine große Rolle in der islamischen Mystik. So soll er zum Beispiel dem westafrikanischen religiösen Anführer Usman dan Fodio erschienen sein und ihm das „Schwert der Wahrheit“ verliehen haben.
In einigen sunnitischen Gruppen wie der Bewegung der Wahhabiten (Salafismus) und den Ahl-i Hadīth wird eine Heiligenverehrung explizit bekämpft, da sie dem Prinzip der absoluten Einzigartigkeit und Erhabenheit eines Gottes (tauhid) zuwiderlaufe und ein nicht auf Gott, sondern auf Menschen gerichteter Kult sei. Bei der Ablehnung der Heiligenverehrung beruft man sich in diesen Kreisen auf den Koran (Sure 9:31; 10:19).
→ Siehe auch: Marabout, Derwisch, Kategorie:Sufi, Volksislam

### Indische Religionen

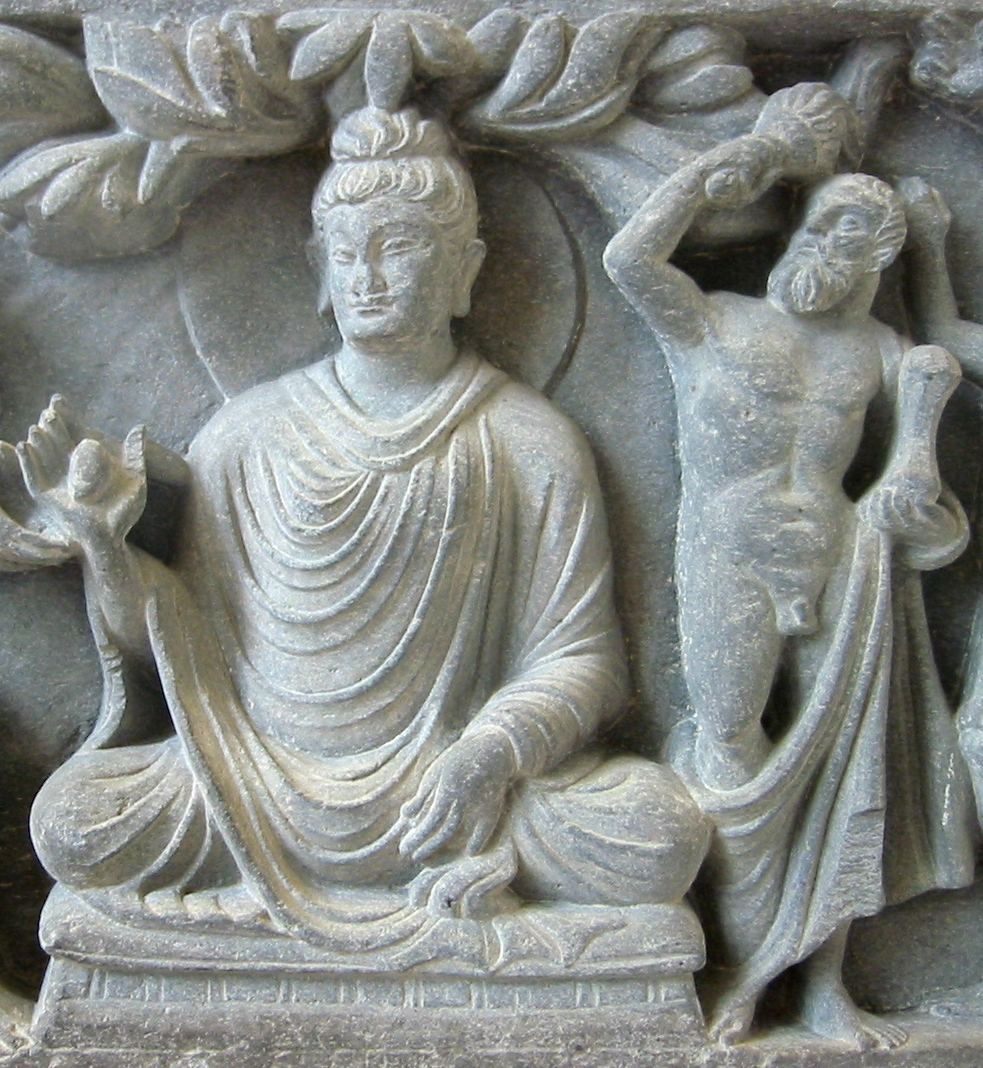
Der Bodhisattva Vajrapani (rechts) in einer an Herakles erinnernden Darstellung neben dem Buddha.

Heilige der indischen Religionen des Hinduismus, Buddhismus und Jainismus lassen sich grob dadurch charakterisieren, dass sie in radikaler Askese und Meditation einen höheren Bewusstseinsstand (Erleuchtung) erreicht haben sollen. Der Mittlercharakter zwischen göttlicher Autorität und Menschen tritt bei den verbreiteten atheistischen oder agnostischen Konzepten entsprechend nicht auf.
Die ungenaue Kategorie des „Hinduismus“ macht eine allgemein gültige Definition eines „hinduistischen Heiligen“ praktisch unmöglich. Dennoch lässt sich eine relativ weit verbreitete Verehrung bestimmter religiöser Lehrer, die in ihrer Zeit das Gesicht des Hinduismus prägten, wie Namdev, Dnyaneshwar, Tukaram, Shankara, Ramakrishna oder auch Gandhi, beobachten.
Im Buddhismus ist die Vorstellung von Heiligen konkreter vorhanden. Der Hinayana-Buddhismus sieht die individuelle Heiligkeit darin gegeben, dass ein Mensch, der Arhat, nach streng asketischem Leben und Beachtung der Lehren Buddhas bereits zu Lebzeiten das Nirvana erreicht und damit aus dem Kreislauf der Wiedergeburten ausscheidet. Auch Siddhartha Gautama, der die vier edlen Wahrheiten erkannt und in der Meditation zu vollkommener innerer Ruhe gefunden hat, fällt unter die Kategorie des Heiligen.
Der bereits im Hinayana präsente Gedanke einer Verehrung der Reliquien Buddhas setzte sich im Mahayana verstärkt fort. Hier werden zusätzlich die Bodhisattvas als Heilige verehrt, weil sie zwar die Erleuchtung bereits erlangt haben, aus Altruismus aber auf das Nirvana verzichten und andere Menschen ebenfalls zur Erleuchtung führen wollen. Über ihren Gräbern und Reliquien wurden Stupas errichtet, die auch heute noch beispielsweise in Thailand in Ehrerbietung barfuß rechtsherum andächtig umschritten wird, zumeist verbunden mit Blumen-, Weihrauch- und Kerzen-Opfern. Berühmte Heilige des tibetischen Buddhismus sind z. B. Padmasambhava, Milarepa und Tsongkhapa.
Im Jainismus schließlich werden 63 exemplarische Menschen, darunter die 24 sogenannten Tirthankaras („Furtbereiter“, „Bahnbrecher“), als Heilige verehrt, weil sie, obwohl sie selbst bereits Erlösung aus dem Kreislauf der Wiedergeburten gefunden haben, in immer wiederkehrenden Abständen den Menschen den Weg zur Erleuchtung aufgezeigt haben.

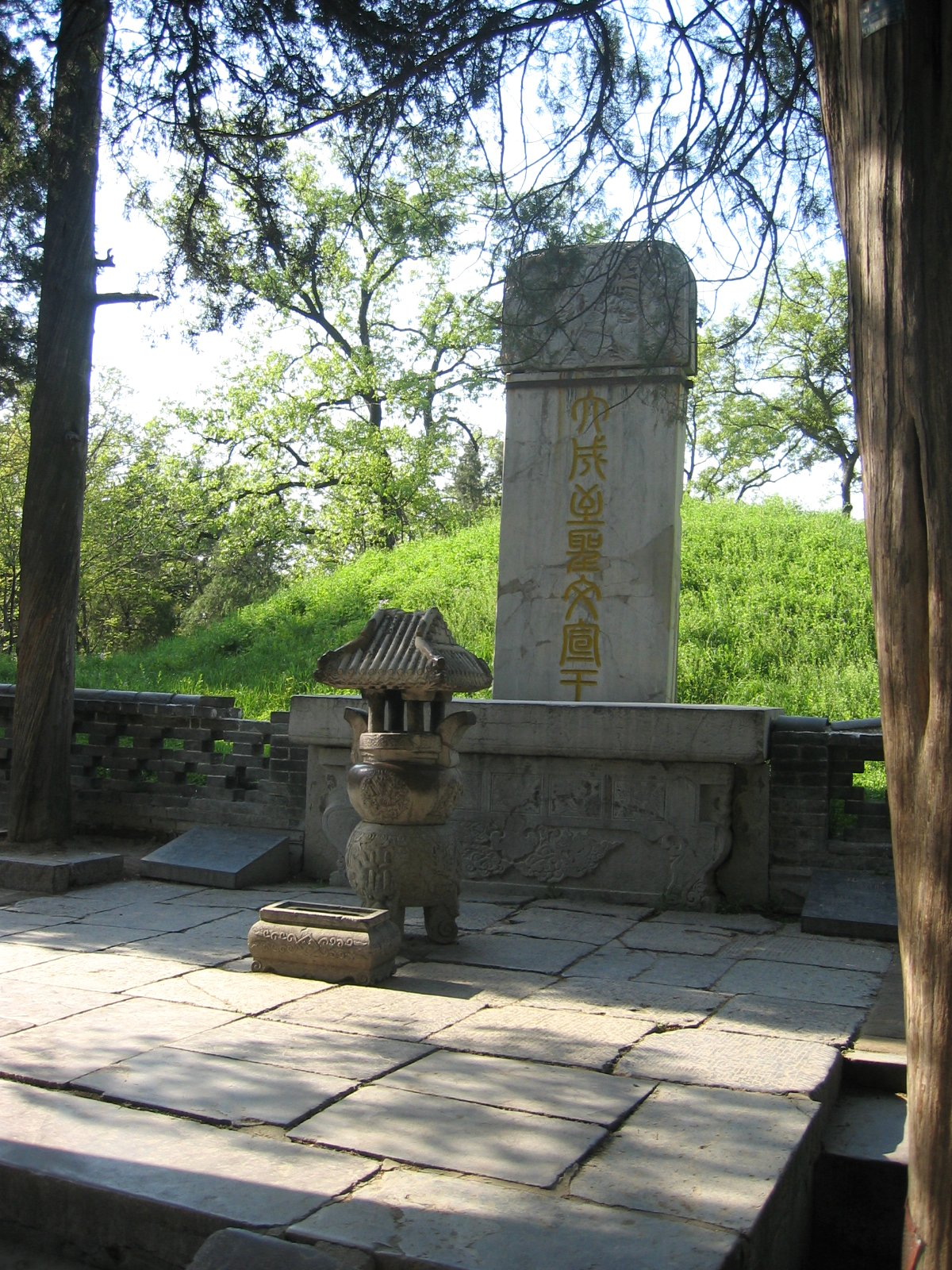
Konfuziusgrab in Qufu

### Chinesische Religionen
Im Konfuzianismus war der Begriff des „Heiligen“ (聖人 – Shengren) stets mit dem des „Edlen“ (君子) konnotiert, der die fünf konfuzianischen Kardinaltugenden, Menschlichkeit (Ren, 仁), Gerechtigkeit (Yi, 義), Ethisches Verhalten (Li, 礼), Weisheit (Zhi, 智) und Aufrichtigkeit (Xin, 信) in sich vereint. Neben Konfuzius selbst und seinen Schülern zählten dazu vor allem ideale mythische Herrscher und die regierenden Kaiser.
Der Daoismus dagegen verehrte verschiedene historische Gestalten, denen zugeschrieben wurde, in Übereinstimmung mit dem Dao gelebt zu haben (z. B. die sogenannten „Acht Unsterblichen“). Sie werden oft als mit übernatürlichen Fähigkeiten versehen vorgestellt, die auch vor Krankheit und Tod bewahren können, und sie sind Unsterbliche. Sie gelten im Pantheon des Daoismus häufig auch als Gottheiten.